# Ada Martí Vall
Ada Martí Vall (Barcelona, 24 de junio de 1914- París, 1 de diciembre de 1960) fue una periodista y escritora española de ideología anarquista. Aunque algunas bases de datos y artículos sobre su actividad indican que su nombre oficial era María de la Concepció Martí Fuster, parece que pudo haber una confusión y en realidad se llamaba Concepció Martí Vall.Al inicio de la Guerra Civil fue de la Federación de Estudiantes de Conciencias Libres (FECL). Exiliada en París, murió por una sobredosis de somníferos a la edad de 46 años.

## Trayectoria
Nacida en Barcelona en el seno de una familia obrera, estudió psicología. Mantuvo correspondencia con Pío Baroja y citó con profundo conocimiento a Kierkegaard, Unamuno, Freud, Wilhelm Reich, Romain Rolland, Rebelais, Gide, etc.
Desde muy joven se identificó con el nihilismo y el pesimismo existencial de Schopenhauer y Nietzsche. Formó parte del grupo racionalista "los idealistas prácticos",  fundado por el Dr. Félix Martí Ibáñez. Estudió en la Escuela Labor con sus profesores Albert Carsí y Attilio Bruschetti, también estudió en Lyceum Femení influenciada por Aurora Bertrana y era una asidua del Ateneu Enciclopèdic.  Militó en la FECL y fue asidua asistente a las tertulias de la CNT-FAI organizadas por Rodolfo González Pacheco, dramaturgo argentino fundador del Teatro del Pueblo, en el que también participaron Simón Radowitzk y Vicente Tomé, António Casanova (fundador de FORA Argentina), su amiga Dolores (Eva) Cascante y otras personas. En estos encuentros se enamoró del pedagogo argentino José Mª Lunazzi, miembro de la Columna de Durruti, con quien rompió con él el día que lo vio vestido de militar. Mujer inconformista e iconoclasta, rechazó el culto a la personalidad y escribió artículos contra la divinización de Durruti y Ascaso.
Muy implicada en la construcción de la Agrupación Pro Cultura Faros de Barcelona. Tuvo un papel destacado en el trabajo de los Institutos Obreros y publicó varios cuentos y artículos sobre la liberación y el papel de las mujeres en la revolución, colaborando en las publicaciones: La Revista Blanca (sección de novela ideal) Estudios, Evolución, Esfuerzo, Ruta, El amigo del pueblo, Tierra y Libertad, Mujeres Libres, Acracia etc. A finales de 1937 participó en un congreso en Valencia, donde se fundó la Federación Ibérica de Estudiantes Revolucionarios (FIER) y dirigió la revista Fuego. Mantuvo varios enfrentamientos con Serafín Aliaga, miembro del Comité Peninsular de la Federación Ibérica de Juventudes Libertarias (FIJL), ya que ella consideraba que la FIER no debía ser una "especie de cenáculo de discusiones filosóficas inútiles, sino una organización activa específica y gremial".
Exiliada en Francia al final de la Guerra Civil, llevó una vida nómada y semiclandestina. Durante la Segunda Guerra Mundial ayudó a personas refugiadas españolas, pero nunca participó en la Resistencia francesa, ni quiso colaborar con estalinistas. Tampoco volvió a entrar en la CNT por graves discrepancias y desacuerdos. Mantuvo una intensa relación con la argentina Dolores (Eva) Cascante, a quien ayudó en circunstancias difíciles, cuando ésta era acusada de colaboracionismo.Ada fue una mujer libre, con una vida amorosa intensa y un matrimonio aburrido, pero inexplicablemente se casó con un profesor danés y en 1948 tuvieron un hijo. En septiembre de ese mismo año se divorció, obtuvo la custodia del niño Frederic y fijó su residencia en París. 
Se interesó por el existencialismo y frecuentó el Cafè de Flore, a Édith Piaf y la bohemia parisina. Recomendaba la lectura de Sartre, Albert Camus, Simone de Beauvoir, etc. Se enamoró de un librero ruso llamado Boris, quien le compró una boite (puesto de libros de segunda mano) al lado del Sena. Vivieron juntos en el Boulevard Raspail y el mismo año que nació su hija Clàudia, en 1952 se separó de Boris.Más tarde conoció a Roland, con quien  vivió en el Boulevard Saint-Germain, pero los problemas económicos y su estado de ánimo empeoró y Roland desapareció de su vida. Frederic y Clàudia vivían en una pensión y en 1956, al sentirse incapaz de cuidarlos, le pidió a su amiga Anna Sánchez que los adoptase, pero ante su negativa, al día siguiente simuló un intento de suicidio.
El desarraigo, el alejamiento de la familia, las penurias económicas y la imposibilidad de dedicarse de lleno a la literatura, afectaron gravemente a su salud física y mental. En 1957 su amigo Abel Paz (Diego Camacho Escámez) la encontró por casualidad, vivía en Notre-Dame des Champs, cerca de Montparnasse, tenía una relación con el exiliado húngaro Georges Villa y subsistía como librera, vendiendo libros usados en el mercado Quai des Grandes Agustins, junto al Pont Neuf, donde nunca faltaba una caja llena de literatura española. 
El 29 de agosto de 1959, en una intervención quirúrgica de bajo riesgo, su hijo Frederic murió al no recuperarse de la anestesia. Ada Martí no pudo superarlo y fue víctima de una profunda depresión y el 1 de diciembre de 1960 murió tras ingerir un tubo de somníferos.